# Blackstone Group
The Blackstone Group L.P. és una companyia de capital d'inversió, també conegut com a fons voltor, fundada el 1985 per Peter G. Peterson i Stephen A. Schwarzman. Té la seu a Nova York i filials a Atlanta, Boston, Londres, Hamburg, París, Bombai i Hong Kong. És una de les principals empreses de Leveraged Buyout (LBO, adquisició de companyies mitjançant deute) del món. El 2021, Blackstone es vantava d'haver anotat uns beneficis nets de 5.247 milions d'euros i de comptar amb actius immobiliaris arreu del món valorats en 252.000 milions d'euros.

## Història
Va ser fundada el 1985 com una empresa per a realitzar fusions empresarials per Peter G. Peterson i Stephen A. Schwarzman, antics empleats de Lehman Brothers, Kuhn, Loeb Inc. En només dues dècades es va convertir en una de les empreses més grans de gestió d'inversions de capital privat a nivell mundial. El 2007 va completar una oferta pública inicial de 4 mil milions de dòlars que li va permetre entrar a cotitzar a borsa. Té la seu central al 345 Park Avenue de Manhattan, amb vuit oficines més als Estats Units d'Amèrica i oficines a ciutats de tot el món.
És l'empresa especialista en capital financer privat més gran del món. S'ha especialitzat en la inversió de capitals privats i en fons d'inversió i crèdits. El 30 de setembre de 2017 Blackstone gestionava una xifra de negoci de 387 mil milions de dòlars.
Durant la dècada del 2010 es va especialitzar en les inversions immobiliàries. Ha dut a terme projectes propis i ha participat en major o menor grau en l'accionariat d'empreses de renom del sector com Hilton Worldwide, Merlin Entertainments Group, Performance Food Group, Equity Office Properties, Republic Services, AlliedBarton, United Biscuits, Freescale Semiconductor, Vivint i Travelport, entre d'altres.
L'any 2022, la Directa va revelar que Blackstone era el tenidor que controlava, per mitjà d'una teranyina de societats filials, més pisos de lloguer a l'Estat espanyol (20.000 actius d'aquesta tipologia, mentre que CaixaBank en tenia 19.000), des del seu aterratge l'any 2013 amb l'adquisició de 1.860 unitats d'habitatges de protecció oficial de lloguer a Madrid, operacions en què habitualment es beneficia de descomptes de fins al 60 % del preu de mercat. A Catalunya en concentrava 5.550 a 306 municipis, el 73 % dels quals estaven buits segons el registre de la Generalitat.

## Negocis
Blackstone està organitzada en quatre segments de negocis:
- Capital privat corporatiu: gestió dels fons de capital privat propis de Blackstone que inverteixen en operacions de compra apalancada

- Banca d'Inversions i Assessorament Financer: inclou els serveis d'assessorament de fusions i adquisicions de Blackstone, serveis d'assessorament de reestructuració i reorganització empresarial, i serveis de col·locació de fons per a fons d'inversió alternatius

- Gestió d'actius alternatius comercialitzables: gestió dels fons de cobertura dels fons de Blackstone, així com de fons intermedis, fons futurs i fons mutus tancats;

- Immobiliari: gestió de la família d'inversions immobiliàries de Blackstone